# Ahmad Radjabli
 (juin 2023).
Ahmad Radjabli (en azéri:Əhməd Cabbar oğlu Rəcəbli; né le 28 septembre 1898 à Iravan et mort le 15 décembre 1963 à Moscou) est un éleveur-généticien, professeur (1935), académicien de l'Académie des sciences agricoles de la RSS d'Azerbaïdjan (1958).

## Biographie
Ahmad Radjabli est né en 1898 à Erevan. En 1919, le gouvernement de la République démocratique d'Azerbaïdjan envoie A. Radjabli étudier en Italie. En 1923 A. Radjabli est diplômé de l'Institut supérieur royal expérimental agraire de la ville italienne de Pérouse. Il parle russe, allemand, espagnol, italien, persan et grec.
De 1924 à 1930, A. Radjabli est directeur de l'école technique agricole de Zakatala. Il y organise une station agricole expérimentale des recherches scientifiques.
De 1931 à 1934, Ahmed Radjabli dirige le département des cultures techniques du sud de l'Institut agricole d'Azerbaïdjan.
En 1935, la Commission supérieure d'attestation de Moscou décerne à A. Radjabli le titre académique de professeur. Il est élu membre de la section des cultures subtropicales de l'Académie des sciences agricoles de toute l'Union, dont le président était un scientifique de classe mondiale Nikolaї Vavilov.
En 1937, il est réprimé et exilé à Magadan. Dans les conditions difficiles de Magadan, il crée une ferme subsob et développe des variétés de légumes résistantes au gel.
En 1946, après sa rééducation, il retourne à Bakou. Jusqu'en 1950, il exerce des activités scientifiques et d'enseignement.
En 1950, A. Radjabli a de nouveau été réprimé et exilé au Kazakhstan. Il vit dans un appartement à Djhambul et poursuivait ses recherches scientifiques. Après la mort de Staline, il retourne à Bakou.
En 1958, il est élu membre du présidium de l'Académie des sciences agricoles d'Azerbaïdjan, académicien-secrétaire du département d'horticulture.

## Activité scientifique
Ahmad Radjabli inspecte et étudie des cultures fruitières de la république, les décrit en détail. A. Radjabli crée plus de 40 variétés de cultures fruitières - pommes, pêches, coings. Il mène des études théoriques sur l'origine et les connexions génétiques des cultures cultivées et sauvages. Il est auteur de plus de 100 ouvrages scientifiques, 24 monographies. La monographie d'A. Radjabli "Cultures fruitières d'Azerbaïdjan", publiée après sa mort, est d'une grande valeur, étant un livre de table des producteurs de fruits.

## Mémoire
Une plaque était installée sur le mur de la maison où vivait Ahmad Radjabli, rue Mirzaagha Aliyev à Bakou, (démolie en 2016).
L'Institut azerbaïdjanais de recherche sur l'horticulture et les cultures subtropicales, le Collège agricole de Zaqatala, ainsi que l'une des rues du quartier Narimanov de Bakou portent le nom d'Ahmed Radjabli.